# František Němec (sochař)
František Němec (5. leden 1882 Hřiště – 10. března 1918 Bachmač) byl český akademický sochař a básník.

## Život
František Němec se narodil v Hřištích v domku čp. 32. Svá první léta strávil ve své rodné vísce a zde vychodil základní osmiletou školní docházku. Od ostatních chlapců se nikterak nelišil, až na veliké nadání ve výtvarném oboru. Rád si kreslil, modeloval nebo úplně nejraději vyřezával pomocí malého nožíku figurky ze dřeva. Jeho učitel Aleš Klaus si jeho nadání povšimnul a doporučil rodičům, aby ho dali učit řezbářem do Jihlavy. Brzy mu byly svěřovány náročné řezby a zdobení honosného nábytku. Ve třetím roce studia dokonce dostal příležitost zdokonalit se ještě ve Frankfurtu nad Odrou. V Praze-Bubenči si pak sehnal malý podkrovní byteček. Do něj si vzal ještě dvě mladší sestry. Živil sebe i svoje sestry příležitostnou řezbařinou. Šlo mu však hlavně o to aby mohl navštěvovat večerní pokračovací uměleckoprůmyslovou školu. Nejdříve se stal žákem prof. Stanislava Suchardy. Později mu prof. Sucharda doporučil, aby pokračoval ve studiu na umělecko-průmyslové vyšší škole sochařské. Přijímací zkoušky absolvoval u tehdejšího ředitele J. V. Myslbeka. Byl přijat, profesor J. V. Myslbek, jemuž tehdy dělal asistenta Novoměstský rodák Štursa, si jej vybral jako svého žáka. Prodejem drobných prací, zejména do Topičova paláce, živil nejen sebe, ale i své dvě sestry, které s ním sdílely pronajatý malý byt; podporoval je též při jejich studiu dívčí průmyslové školy.
Než stačil založit rodinu a plně se umělecky rozvinout, přišla první světová válka. V červenci roku 1914 byl František povolán na východní frontu. 8. září 1914 padl do ruského zajetí. Ale ani v zajateckém táboře u Kazaně nezůstal nečinný. Celou dobu kreslil, modeloval a sochařil. Na jedné tamní výstavě byla jeho práce poctěna 1. cenou. Jeho nejvýznamnější dílo z té doby, poprsí Michaila Vasiljeviče Lomonosova, bylo tehdy zakoupeno pro univerzitu v Kazani, kde se prý nachází dodnes.
Nejen modeloval a sochařil, ale skládal také básně jejichž texty se dochovaly v rodinné korespondenci a část jich byla zveřejněna v příloze novin Národní osvobození č.21. 10. března 1932 po názvem Bachmačský voják František Němec. Zahynul z 9. na 10. března u Doče. Jeho básně o něm hodně vypovídají.
Byl hluboce přesvědčen, že se vrátí domů, a toto své přesvědčení vylíčil ve své básni, kterou sepsal 20. března 1917. Ovšem jeho touhy se nevyplnily. V řadách českých legionářů se zúčastnil bitvy u Bachmače, ve které patrně zahynul. Ode dne 10. března 1918 byl nezvěstný, následujícího dne byl prohlášen za mrtvého.

## Uctění památky

#### Vzpomínka plukovníka Ph.Dr. Jiřího Čermáka, jeho velitele
V mé pamětí tkví br. Němec jako vzor legionáře a mnoho a často na něho vzpomínám. Byl mezi námi bohužel jen krátký čas – na podzim roku 1917 byl zařazen do koltovského kulometného oddílu, a již z jara 1918 v nešťastné bitvě u Doče nás opustil navždy – ale svou jemnou a milou povahou způsobil, že jej měli rádivšichni. Padl v bachmačských bojích,v krvavém sražení 10. března u Doče položil svůj mladý a nadějný život opravdu bratr sky, proto, aby ostatní bratři, celé části našeho armádního sboru mohli nerušeně odejít od Kyjeva a uniknout z kleští, jež pro nás všechny chystala německá okupační armáda. Tenkrát hozilo celému našemu korpusu postupné zajetí. Dík obětavosti našich bratří rázu Němcova, se zdařilo tomu zabrániti.

Bratr Němec byl z toho mála ruských našich legionářů, kteří vskutku se srazili se zbraní v ruce s úhlavním naším nepřítelem, říšskoněmeckou armádou v tváří v tvář.

#### Odhalení pamětní desky
V květnu 1932 byla na jeho rodném domě odhalena pamětní deska. Na této akci pořádané Jednotou legionářskou obce Přibyslavi se podílelo mnoho přibyslavských občanů a také přibyslavských rodáků žijících v Praze.

## Dílo

### Sochařské práce
Na výstavách Jednoty umělců výtvarných v Praze v letech 1912-1914 vystavil díla:
- dětské podobizny (bronz, dřevo)
- Trocnovská zemanka (sádrový reliéf)
- Libuše
- Z kamenité cesty[1]

Jeho díla jsou součástí expozice Městského muzea v Přibyslavi, kde jsou mj. též skulptury M. Jan Hus (1909) a Jan Žižka (1910).

### Básně
František Němec: Naše jaro (Psáno v zajetí v červnu r. 1917)
Minulo jaro---
minulo již třetí
slavíci píseň dopěli.
---------------------------------
a naše píseň dosud v prsou bouří,
my tři sta let jsme trpěli.
My tři sta let jdem se sklopenou hlavou,
my tři sta let domova domova neměli
my tři sta let čekáme chvílí pravou,
čekáme jara, abychom zapěli.
František Němec: Náš voják (Psáno v Berezani na Ukrajině dne 10. ledna r. 1918)
Jsem český bojovník -
jdu, kam Bůh mi velí
-----------------------------
mne vojna řemeslem se nikdy nestává,
žoldnýřem nejsem,
ni z cirku zápasníkem,
jenž za žold, za kus zlata sebe prodává.
Jsemť já bojovník boží.
Ten za kořistí nejde,
mne pro to, co mi patří, Bůh můj posílá.
Jdu rád - jsem šťasten,
že dopřáno mi jesti
bojovat pro vlast, jež mne zrodila.